# 品川景子
品川 景子（しながわ けいこ、1978年8月13日 - ）は東京都出身の女優、タレント。身長160cm、B80-W58-H84 靴のサイズ22.5 cm。FMGに所属していたが現在はアプレに所属。

## 主な出演作品

### テレビドラマ
- NHK大河ドラマ（NHK）
  - 「信長 KING OF ZIPANGU」（1992年） - 雪姫（武田勝頼の正室） 役
  - 「葵 徳川三代」（2000年） - お通（豊臣秀頼の侍女　国松丸・結姫の母） 役[1]
- 花王愛の劇場「私の生徒は12人」（1992年、TBS）
- イグアナの娘（1996年、ANB）
- 金曜時代劇（NHK）
  - 「新・腕におぼえあり〜よろずや平四郎活人剣」（1997年）
  - 「物書同心いねむり紋蔵」 （1998年）
- らせん 第9話「憎悪のリングが完成する」（1999年8月29日、CX）
- あなたの人生お運びします 第9話 - 第11話（2003年、TBS）
- 共犯者 第5話「崩されたアリバイ!15年前の写真と赤い紙袋の秘密…」（2003年、NTV）
- 熱烈的中華飯店（2003年、CX）
- 恋におちたら〜僕の成功の秘密〜 第1話・第2話・第4話・第7話（2005年、CX）
- トップキャスター 第10話「暴走するオンナ」（2006年、CX）
- モンスターペアレント 第11話「史上最強の怪物親」（2008年、CX） - 黒田麻弥子 役
- アイシテル〜海容〜 第1話「すべての母親へ捧ぐ家族愛の物語」（2009年4月15日、NTV）

### バラエティ
- めざましテレビ （フジテレビ）
- 夢の扉 〜NEXT DOOR〜（TBS）

### CM
- 東京ディズニーランド　「モンスターズ・インク　ライド&ゴーシーク！」
- コカ・コーラ　「ミニッツメイド」
- 小林製薬　「トイレその後に」
- ミサワホーム　「インサイト篇」
- 小林製薬　「かんたん洗浄丸」
- キヤノン企業広告　「みんないい顔」篇
- 小林製薬　「バクテリート」
- アリコジャパン　「リターンズ・保険コンシェルジュ篇」
- マクドナルド企業広告
- 日清食品　「大入りトリオ」
- ジョンソン&ジョンソン　「ベビーローション」
- リクルート　「ゼクシー」
- 企業広告　全日本空輸
- キヤノン　「DIGIC」
- ジョンソン　「シャットパワーアップジェル」
- アサヒビール　「スーパードライ」
- P&G　「パンパース」
- 東京電話
- マンスリーレオパレス
- テルモ企業
- ミスタードーナッツ